# Bob Stinson
Robert Neil "Bob" Stinson (17 de diciembre de 1959 – 18 de febrero de 1995) fue miembro fundador y guitarrista solista de la banda de rock americana The Replacements.

## Biografía

### The Replacements
Stinson formó The Replacements (anteriormente Dog's Breath) en Minneapolis, Minnesota, en 1979 con el batería Chris Marte y el hermanastro pequeño de Stinson Tommy, que entonces tenía sólo 12 años. Un año más tarde, Stinson trajo a Paul Westerberg como segunda guitarra y voz. Bob Stinson ganó elogios por su guitarra solista en primeros cuatro álbumes de la banda.
En 1985, una lucha por el liderazgo de la banda entre Stinson y Westerberg llevó a un punto de ruptura, y Stinson fue expulsado de la banda en el verano de 1986. Aunque las circunstancias exactas de la división siguen siendo confusas, las explicaciones publicadas incluyen las aspiraciones comerciales de Westerberg, la presión de Sire Records [el sello de la banda] Sire Registros para realizar discos más convencionales, y los problemas de adicción de Stinson. “Si fue expulsado por sus supuestos problemas con el alcohol que habrían destruido sus habilidades o si se fue voluntariamente debido a la tensión creativa, es un punto discutible”, según la revista Prefix. “Lo realmente importante era que Stinson se había ido y con él se fue gran parte del alma de la banda”. 
Con la partida de Stinson, todas las grabaciones posteriores de la banda fueron más pop, dominadas por el estilo de Westerberg. El último período de Stinson en la banda fue en las demos del álbum Pleased to Meet Me. Pleased to Meet Me 

### Proyectos posteriores
Stinson fundó otra banda después de dejar The Replacements  llamada Model Prisoner, que se disolvió en 1988. Esta formación estaba compuesta por Sonny Vincent cantante y guitarra, Stinson guitarra solista, Eric Magistad bajo y Jeff Rogers batería. Otros miembros fueron Jim Michel y Mike Henderson. La banda hizo varias actuaciones en directo y  grabaron un álbum en Nicollet Estudios (Tono de Gemelo).
Después Stinson fundó Static Taxi en 1988 y la banda se separó en 1991. La banda grabó bastantes temas pero el material no fue publicado hasta varios años después de la muerte de Stinson. Los compañeros de Stinson compilaron dos álbumes: Stinson Bulevar (publicado en 2000) y Closer 2 Normal  (publicado en 2003).
Junto con Vincent, Stinson formó la banda Shotgun Rationale y publicó el single "Time Is Mine" (un remake de la canción original de The Testors) en 1991 en Dogmeat Records. La nueva versión de la canción, con Stinson a la guitarra, también interpretada por Bash & Pop guitarrista de Steve Brantseg. Stinson también aparece en publicaciones europeas junto con Sonny Vincent.
Shotgun Rationale cambiaba constantemente. En una ocasión Stinson y Vincent invitaron a Cheetah Chrome (de Dead Boys) para unirse a la banda, y Chrome se trasladó a Minnesota para tocar con ellos.
Stinson también tocó con la banda local Dog 994. Su última banda fue The Bleeding Hearts, que formó con su compañero de piso Mike Leonard.
En 2010, Sonny Vincent recopiló todas las canciones  grabadas con Stinson en el álbum Cow Milking Music, el cual  publicó con el nombre Model Prisoners, con Sonny Vincent y Bob Stinson. El álbum fue editado en vinilo y CD e incluyó fotos de Stinson que el propio Sonny Vincent tenía y una historia de cuatro páginas que relataba la historia de su colaboración y amistad.

## Vida personal
Stinson era el hijo de Neil y Anita Stinson, que se divorciaron cuando tenía dos años. Su padre desapareció de su vida y  su madre fue su único apoyo durante su infancia. Su hermanastro, Tommy Stinson, nació seis años más tarde. El padre de Tommy era el nuevo novio de Anita, pero decidió ponerle el apellido Stinson. Más tarde nacieron sus hermanastras, Lonnie y Lisa.
A mediados de los años 80, Bob se casó con Carleen Krietler.  Stinson y su mujer tuvieron un hijo, Joey, en 1989, que sufría una discapacidad. Carleen tramitó el divorcio alrededor de 1992. Joey murió en 2010 en la edad de 21. El obituario de Joey, tal como se publicó en Legacy.com, enumeró a sus cuidadores y abuelos, Anita y Tom Kurth y otros familiares y amigos.
Después de dejar The Replacements, Stinson nunca volvió a ser un músico dedicado, y tuvo que compaginar su afición con el trabajo de cocinero en varios restaurantes y hoteles.

### Muerte
Stinson, alcohólico y adicto a las drogas, murió el día 18 de febrero de 1995. Según el informe médico no murió de una sobredosis, sino por el uso prolongado de un fármaco que causó el deterioro paulatino de su salud que afectó a sus órganos vitales. Su cuerpo fue encontrado en su apartamento de Uptown, en Minneapolis, con una jeringuilla de insulina sin usar junto a su cuerpo. Su obituario apareció en la edición impresa de The New York Times el 24 de febrero de 1995.